# کوه دندی
کوه دندی (به لاتین: Mount Dendi) یک کوه و کاسه آتشفشانی در اتیوپی است که در منطقه عفار واقع شده‌است. کوه دندی ۳٬۲۶۰ متر بالاتر از سطح دریا واقع شده‌است.